# فرودگاه نیری
فرودگاه نیری (به انگلیسی: Nyeri Airport) یک فرودگاه همگانی، غیرنظامی با کد یاتا NYE است که یک باند فرود سنگفرش دارد و طول باند آن ۱۲۳۰ متر است. این فرودگاه در کشور کنیا قرار دارد و در ارتفاع ۱۷۷۷ متری از سطح دریا واقع شده‌است.